# Шестеринський заказник
Шестеринський заказник — гідрологічний заказник місцевого значення. Об'єкт розташований на території Лисянського району Черкаської області, село Шестеринці.
Площа — 27,3 га, статус отриманий у 1979 році.